# Анхел Ди Мария
Анхел Фабиан ди Мария Ернандес (на испански: Ángel Fabián di María Hernandez) е аржентински футболист, роден на 14 февруари 1988 г. в Росарио. Играе на поста атакуващ полузащитник за аржентинския Росарио Сентрал. С националния отбор на Аржентина Анхел ди Мария е носител на златен медал от Олимпийските игри в Пекин през 2008 г. е световен шампион през 2022 г., като и в двата финала отбелязва решаващи голове за победите. 

## Клубна кариера

### Росарио Сентрал
След като прекарва четири години в школата на Росарио Сентрал, през 2005 г. ди Мария подписва професионален договор с отбора. След добри изяви на Световното първенство за младежи до 20 г. през 2007 г. той привлича вниманието на няколко европейски отбора. Предложен е дори и на българските Левски, ЦСКА и Литекс, но в крайна сметка преминава в португалския Бенфика, където е представен като заместника на един от ключовите играчи и капитан на отбора Симао Саброза.

### Бенфика
Ди Мария подписва с португалския Бенфика през юли 2007 г., където той играе като полузащитник. Сумата, която заплащат за играча е €6.0 милиона, а самият договор е за 5 години.Ди Мария бързо се сработва с останалите играчи и печели любовта на феновете.
Той подписа нов договор с Бенфика през октомври 2009 г., като добавя още три години в настоящия си договор, който е трябва да продължи до 30 юни 2015. По-късно същия месец, той е подкрепен от Диего Марадона, който казва, че ще стане „следващата звезда на Аржентина“
На 27 февруари 2010 г., Ди Мария вкара първия си хеттрик при победата с 4:0 срещу Леишоиш Спорт Клуб, което го превръща в звезда по всички спортни вестници в Португалия.

### Реал Мадрид
На 28 юни 2010 г. Реал Мадрид публикува на сайта си, че са успели да се договорят с Бенфика за играча. Той подписва петгодишен договор за € 25 милиона. На 7 юли 2010 г. Ди Мария пристига в Мадрид директно от Буенос Айрес и минава медицински изследвания на 8 юли.
Той прави своя дебют на 4 август 2010 г. в приятелски мач срещу мексиканския Клуб Америка, който Реал Мадрид печели с 3:2. На 22 август вкара и първия си гол в друг приятелски мач срещу Еркулес, който Реал Мадрид печели с 3:1. В последния си двубой от предсезонната подготовка, на 24 август след индивидуална игра, описана като „магически момент“, той открива резултата при победата с 2:0 срещу уругвайския Пенярол за трофея „Сантяго Бернабеу“.
Неговият дебют в Примера дивисион е на 29 август, с равенство 0:0 срещу Майорка. На 18 септември, Ди Мария вкарва първия си гол за Реал Мадрид при победата с 2:1 над Реал Сосиедад. Десет дни по-късно той вкара първия си гол и в Шампионската лига срещу Оксер, при победата с 1-0.

### Манчестър Юнайтед
На 26 август 2014 г. Ди Мария преминава в английския Манчестър Юнайтед за сумата от 76 млн. евро, което се превръща в рекорд за Англия. Цялата сума по трансфера възлиза на 85 млн. евро със специални бонуси от 5 млн. при добро представяне в новия му отбор и 4 млн. от реклами права. Договора с Манчестър е за срок от 5 години като заплата му възлиза на 200 хил. паунда на седмица, а фланелката която носи е с легендарния номер 7.

### Пари Сен Жермен
На 5 август 2015 г. медиите съобщават, че Ди Мария е минал успешно медицинските тестове като играч на френския Пари Сен Жермен. На 6 август подписва официално договор за 4 години с клуба от френската столица. В него играе най-дълго – 7 години поред.

### След 2022 г.
След спечелване на световната титла с Аржентина през 2022 г. Ди Мария преминава за 1 сезон в Ювентус и се връща в предишните си клубове: за 2 години в Бенфика, а после в Росарио.

## Национален отбор
През 2007 г. Ди Мария участва с Младежкия национален отбор на Аржентина до 20 г. на Южноамериканското младежко първенство и на Световното първенство за младежи, печелейки втория турнир. През 2008 г. е част от олимпийския отбор на Аржентина, който печели златните медали в Пекин, като отбелязва победния гол в четвъртфинала и единствения гол във финала срещу отбора на Нигерия. Същата година е повикан за първи път и в мъжкия отбор на Аржентина, с когото участва на Световното първенство в Южна Африка през 2010 година. На Световното първенство в Бразилия през 2014 г. Ди Мария отново попада в групата за мачовете и дори взима участие в първите два мача на отбора му срещу Босна и Херцеговина и Иран спечелени съответно с 2:1 и 1:0. Печели два пъти Копа Америка – през 2021 и 2024 година. Става световен шампион през 2022 година със значителен принос в атаката и гол на финала. 

## Статистика

### Клубна
- Последна промяна: 24 май 2015

| Клуб              | Сезон             | Първенство | Първенство | Първенство | Купа1  | Купа1  | Купа1  | Купа на Лигата | Купа на Лигата | Купа на Лигата | Европа | Европа | Европа | Общо   | Общо   | Общо   |
| Клуб              | Сезон             | Мачове     | Голове     | Асист.     | Мачове | Голове | Асист. | Мачове         | Голове         | Асист.         | Мачове | Голове | Асист. | Мачове | Голове | Асист. |
| ----------------- | ----------------- | ---------- | ---------- | ---------- | ------ | ------ | ------ | -------------- | -------------- | -------------- | ------ | ------ | ------ | ------ | ------ | ------ |
| Росарио           | 2005/06           | 10         | 0          | 0          | 0      | 0      | 0      | —              | —              | —              | 4      | 0      | 0      | 14     | 0      | 0      |
| Росарио           | 2006/07           | 25         | 6          | 2          | 0      | 0      | 0      | —              | —              | —              | 0      | 0      | 0      | 25     | 6      | 2      |
| Росарио           | Общо              | 35         | 6          | 2          | 0      | 0      | 0      | —              | —              | —              | 4      | 0      | 0      | 39     | 6      | 2      |
| Бенфика           | 2007/08           | 26         | 0          | 3          | 5      | 0      | 0      | 3              | 0              | 0              | 10     | 1      | 1      | 44     | 1      | 4      |
| Бенфика           | 2008/09           | 24         | 2          | 2          | 0      | 0      | 0      | 5              | 1              | 1              | 5      | 1      | 0      | 34     | 4      | 3      |
| Бенфика           | 2009/10           | 26         | 5          | 12         | 1      | 0      | 0      | 4              | 1              | 1              | 14     | 4      | 6      | 45     | 10     | 19     |
| Бенфика           | Общо              | 76         | 7          | 17         | 6      | 0      | 0      | 12             | 2              | 2              | 29     | 6      | 7      | 123    | 15     | 26     |
| Реал Мадрид       | 2010/11           | 35         | 6          | 11         | 8      | 0      | 6      | —              | —              | —              | 10     | 3      | 3      | 53     | 9      | 20     |
| Реал Мадрид       | 2011/12           | 23         | 5          | 15         | 2      | 0      | 0      | —              | —              | —              | 7      | 2      | 1      | 32     | 7      | 16     |
| Реал Мадрид       | 2012/13           | 32         | 7          | 6          | 9      | 2      | 1      | —              | —              | —              | 11     | 0      | 4      | 52     | 9      | 12     |
| Реал Мадрид       | 2013/14           | 34         | 4          | 17         | 7      | 3      | 1      | —              | —              | —              | 11     | 3      | 5      | 52     | 10     | 23     |
| Реал Мадрид       | 2014/15           | 0          | 0          | 0          | 1      | 0      | 0      | —              | —              | —              | 0      | 0      | 0      | 1      | 0      | 0      |
| Реал Мадрид       | Общо              | 124        | 22         | 49         | 27     | 5      | 9      | —              | —              | —              | 39     | 8      | 12     | 190    | 35     | 71     |
| Манчестър Юнайтед | 2014/15           | 27         | 3          | –          | 5      | 1      | –      | 0              | 0              | –              | —      | —      | —      | 32     | 4      | –      |
| Манчестър Юнайтед | Общо              | 27         | 3          | –          | 5      | 1      | –      | 0              | 0              | –              | —      | —      | —      | 32     | 4      | –      |
| Пари Сен Жермен   | 2015/16           | 0          | 0          | 0          | 0      | 0      | 0      | 0              | 0              | 0              | —      | —      | —      | 0      | 0      | 0      |
| Пари Сен Жермен   | Общо              | 0          | 0          | 0          | 0      | 0      | 0      | 0              | 0              | 0              | —      | —      | —      | 0      | 0      | 0      |
| Общо за кариерата | Общо за кариерата | 262        | 38         | 71         | 39     | 7      | 9      | 12             | 2              | 2              | 72     | 14     | 19     | 386    | 61     | 102    |

1Включва и мачовете за Суперкупа на Испания.

### Национален отбор
- Последна промяна: 3 септември 2014

| Национален отбор | Клуб              | Сезон   | Мачове | Голове |
| ---------------- | ----------------- | ------- | ------ | ------ |
| Аржентина        | Бенфика           | 2008/09 | 3      | 0      |
| Аржентина        | Бенфика           | 2009/10 | 10     | 1      |
| Аржентина        | Реал Мадрид       | 2010/11 | 10     | 3      |
| Аржентина        | Реал Мадрид       | 2011/12 | 6      | 2      |
| Аржентина        | Реал Мадрид       | 2012/13 | 10     | 2      |
| Аржентина        | Реал Мадрид       | 2013/14 | 13     | 2      |
| Аржентина        | Манчестър Юнайтед | 2014/15 | 2      | 1      |
| Общо             | Общо              | Общо    | 53     | 11     |

## Успехи

### Клубни
Бенфика
- Португалска лига
  - Шампион (1): 2009/10
- Купа на лигата
  - Носител (2): 2009, 2010
- Суперкупа на Португалия
  - Носител (1): 2023

Реал Мадрид
- Примера дивисион
  - Шампион (1): 2011/12
- Купа на краля
  - Носител (2): 2011, 2014
- Суперкупа на Испания
  - Носител (1): 2012
- Шампионска лига
  - Шампион (1): 2013/14
- Суперкупа на Европа
  - Носител (1): 2014

Пари Сен Жермен
- Лига 1
  - Шампион (5): 2015/16, 2017/18, 2018/19, 2019/20, 2021/22
- Купа на Франция
  - Носител (5): 2016, 2017, 2018, 2020, 2021
- Купа на лигата
  - Носител (4): 2016, 2017, 2018, 2020
- Суперкупа на Франция
  - Носител (5): 2016, 2017, 2018, 2019, 2020

### Национални
Аржентина
- Футболен турнир на олимпийските игри
  - Шампион (1): 2008
- Световно първенство за младежи до 20 г.
  - Шампион (1): 2007
- Световно първенство по футбол
  - Шампион (1): 2022
- Копа Америка
  - Шампион (2): 2021, 2024
- Финалисима
  - Шампион (1): 2022